# Die Verschollene von San Nicolas

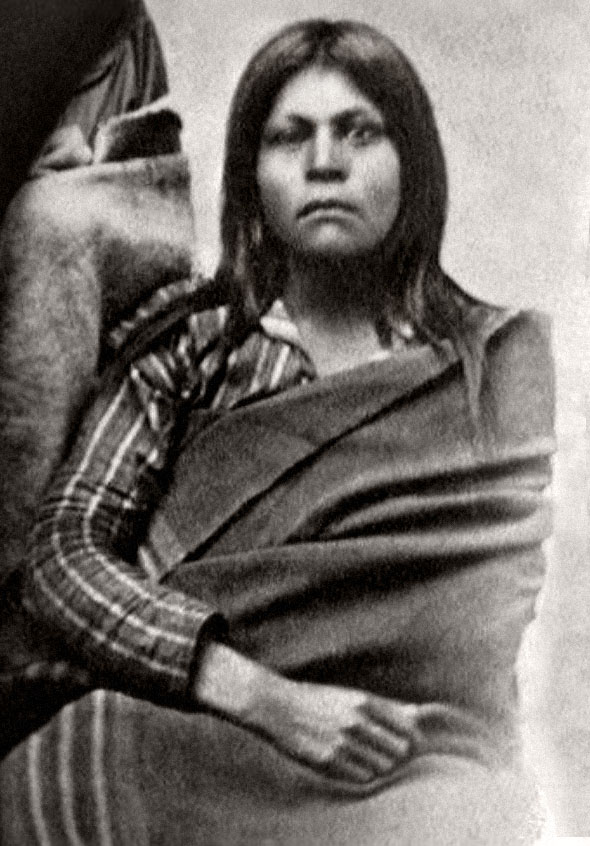
Fotografie, die höchstwahrscheinlich Juana Maria zeigt

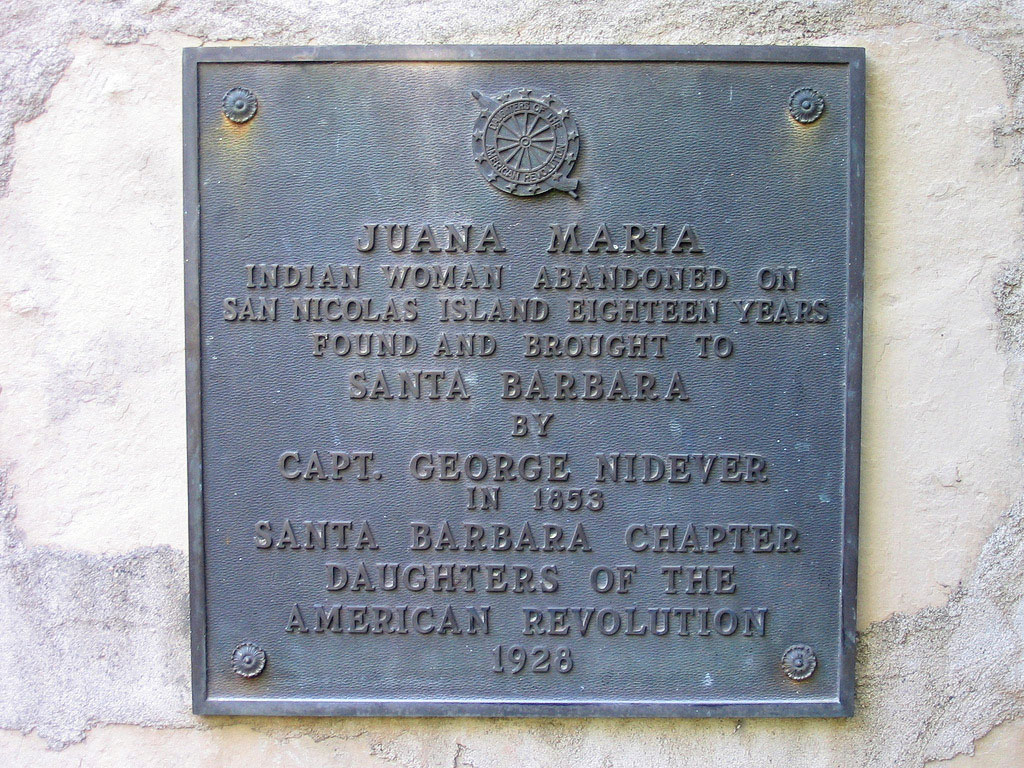
Plakette zur Erinnerung an Juana Maria in der Santa Barbara Mission

Als die Verschollene von San Nicolas (vor ihrem Tod getauft als Juana Maria; † 18. Oktober 1853) wurde die letzte Überlebende des Indianerstammes der Nicoleño bezeichnet, die achtzehn Jahre alleine auf ihrer Heimatinsel San Nicolas vor der Küste Kaliforniens lebte. Sie wird auch „Das Robinson-Crusoe-Mädchen“ genannt.

## Geschichte
Nach einem Massaker 1814 durch Pelztierjäger der Russisch-Amerikanischen Kompagnie waren die Nicoleño so dezimiert, dass sie auszusterben drohten. Angeblich sollen Franziskaner der Mission Santa Barbara um die Rettung der Indianer gebeten haben, was jedoch aufgrund eines Leerstands der Mission fraglich ist. Fest steht, dass der Schoner Peor es Nada 1835 fast den gesamten Indianerstamm auf das Festland evakuierte. Lediglich eine Frau konnte nicht ausfindig gemacht werden, bevor ein Sturm losbrach. Sie lebte darum achtzehn Jahre lang allein auf der Insel. Erst 1850 finanzierte der Missionar José González Rubio eine erfolglose Suchaktion, die den Pelzjägerkapitän George Nidever zu weiteren Expeditionen auf eigene Faust veranlasste, bis seine Crew die Frau 1853 schließlich auffand.
Als sie aufgefunden wurde, trug die Frau einen aus Kormoranfedern gefertigten Rock. Sie lebte in einer Höhle sowie einer Behelfshütte aus Walknochen und ernährte sich unter anderem von Robbenfleisch. Ihr Alter wurde auf etwa 50 Jahre geschätzt. Alle anderen Stammesmitglieder waren zu diesem Zeitpunkt bereits an Infektionskrankheiten gestorben, somit konnte niemand mehr ihre Sprache verstehen. Eine Verständigung war nur mittels Handzeichen möglich. Ihre Rettung und die Unterbringung in der Familie Nidevers soll sie dankbar aufgenommen haben, sie starb aber nach sieben Wochen auf dem Festland an Dysenterie.
Romantisierenden Darstellungen aus den 1880ern zufolge soll die Frau 1835 beim Ablegen des Schiffs über Bord gesprungen sein, um ein auf der Insel verbliebenes Kleinkind zu retten – ihren kleinen Bruder oder auch ihre eigene Tochter. Dieses angebliche Kind soll jedoch von wilden Hunden, die auf der Insel lebten, getötet worden sein.

## Einbindung in das JugendbuchInsel der Blauen Delphine
Das von Scott O’Dell geschriebene Jugendbuch Insel der blauen Delphine basiert auf der Geschichte der Verschollenen von San Nicolas. Das Buch erzählt von den Abenteuern, die das Mädchen auf der Insel erlebt. Diesem Buch nach soll das – wesentlich jüngere, zu Anfang 12 Jahre alte – Indianermädchen lange mit einem Hund und zwei Vögeln auf der Insel gelebt haben.